# Tinodes verethraghna
Tinodes verethraghna là một loài Trichoptera trong họ Psychomyiidae. Chúng phân bố ở miền Cổ bắc.